# 온정주의

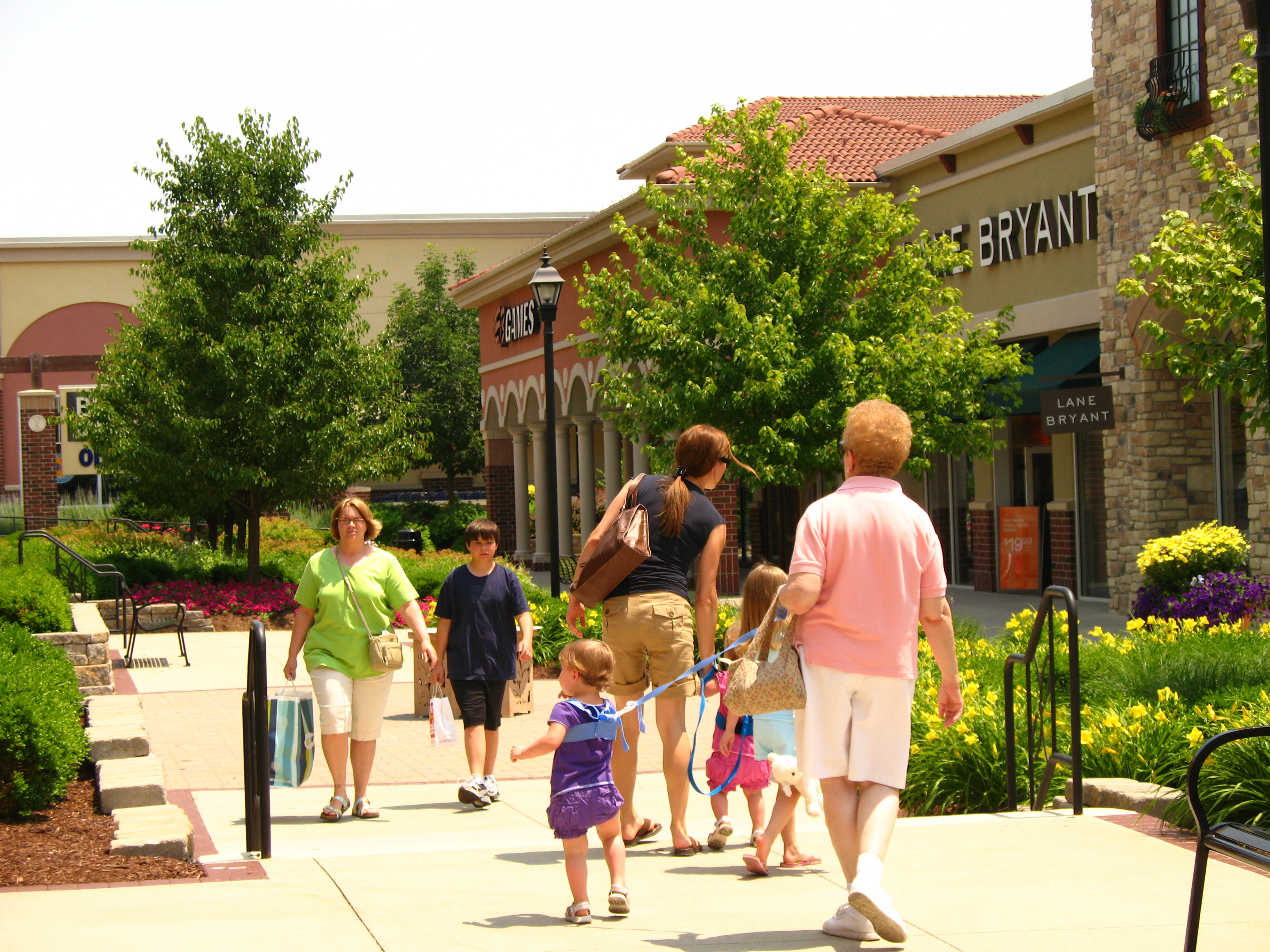
차일드 하니스를 착용한 아이

온정주의(Paternalism) 또는 가부장주의는 선의의 의도로 한 사람이나 단체의 자유나 자주성을 제한하는 행위이다. 온정주의는 한 사람의 의지에 관계 없이 또는 그 의지에 반하는 행위를 의미할 수 있으며, 그 행위가 우월성의 태도를 표현하기도 한다.

## 사회
- 남북 전쟁 이전의 미국 남부에서 온정주의는 노예제의 적법성을 판단하기 위해 사용된 개념이었다.
- 온정주의는 여성의 선거권에 반하여 사용되는 용어이기도 했다.

## 같이 보기
- 권위주의
- 몽매주의
- 사회보수주의